# Langues mien
Les langues mien (ou langues yao) sont un groupe de langues hmong-mien parlées en Chine, en Thaïlande au Laos, en Birmanie, au Viêt Nam, ainsi qu'aux États-Unis et en Europe par une diaspora.

## Répartition géographique
Les langues mien, comme les langues hmong, sont sans doute originaires du sud de la Chine. Elles y sont parlées dans le Yunnan, le Guangxi, le Guangdong, le Guizhou et le Hunan. La présence de ces langues en Asie du Sud-Est est due à des migrations anciennes depuis la Chine. Les Mien sont arrivées au Viêt Nam entre le XVe et le XVIIIe siècle, une partie d'entre eux s'est ensuite dirigée vers le Laos et la Thaïlande.

## Mien et Yao
Les langues mien sont parfois appelées langues yao, du chinois 瑶 (Yáo). Les locuteurs du mien constituent en Chine une des minorités officiellement reconnues, les Yao, en chinois 瑶族, Yáozú. Il n'y a cependant pas de concordance exacte entre les Yao et les langues dites yao. Sur les deux millions de Yao chinois, un tiers environ parle des langues qui ne se rattachent pas au mien. C'est les cas des langues bunu, du younuo, du baheng, du wunai, rattachées au groupe hmong mais dont les locuteurs se déclarent Yao dans les recensements. D'autres langues parlées par des Yao sont le lakkja et le cao lan, au Viêt Nam, deux langues tai-kadai, et des langues chinoises du sud, notamment le cantonais.

## Classification interne
Le mien est un des groupes constituant la famille hmong-mien. Dans la classification chinoise établie par les linguistes Wang, Mao, Meng et Zheng, le mien se répartit en trois branches :
- mien-kim
  - iu mien
  - kim mun
- biao min
- dzao min

Strecker (1987) propose une répartition légèrement différente :
- mien-kim
  - mien (iu mien)
  - mun (kim mun)
  - biao mon (biao man)
- biao-chao
  - biao min
  - chao kong meng
- dzao min

## Sources
- (fr) Barbara Niederer, 1998, Les langues Hmong-Mjen (Miáo-Yáo). Phonologie historique, Lincom Studies in Asian Linguistics 07, Munich, Lincom Europa  (ISBN 3 89586 211 8)
- (en) David Strecker, 1987, The Hmong-Mien Languages, Linguistics of the Tibeto-Burman Area 10:2, pp. 1-11.